# Dragomilići (Foča-Ustikolina)
Pour les articles homonymes, voir Dragomilići.
Dragomilići (en cyrillique : Драгомилићи) est un village de Bosnie-Herzégovine. Il est situé dans la municipalité de Foča-Ustikolina, dans le canton du Podrinje bosnien et dans la fédération de Bosnie-et-Herzégovine. Selon les premiers résultats du recensement bosnien de 2013, il abrite une population inférieure ou égale à 10 habitants.
Avant la guerre de Bosnie-Herzégovine, le village faisait entièrement partie de la municipalité de Kalinovik ; à la suite des accords de Dayton (1995), une portion de son territoire a été rattachée à la municipalité de Foča-Ustikolina nouvellement créée et intégrée à la fédération de Bosnie-et-Herzégovine.

## Démographie

### Évolution historique de la population
| 1948 | 1953 | 1961 | 1971 | 1981 | 1991 | 2013 |
| ---- | ---- | ---- | ---- | ---- | ---- | ---- |
| -    | -    | 147  | 116  | 88   | 34   | ≤ 10 |

|  |